# شیطان وجود ندارد
شیطان وجود ندارد یک فیلم درام ایرانی به کارگردانی محمد رسول‌اف است که در سال (۱۳۹۸) ۲۰۲۰ منتشر شد. این فیلم که در ایران ممنوع است، چهار داستان در مورد مجازات اعدام در ایران را روایت می‌کند و تولید مشترک آلمان، جمهوری چک و ایران است.
شیطان وجود ندارد که در بخش مسابقهٔ هفتادمین جشنوارهٔ بین‌المللی فیلم برلین حضور داشت برندهٔ جایزهٔ خرس طلایی این جشنواره شد. این فیلم همچنین در چهاردهمین دوره جشنواره فیلم آسیا پاسیفیک نامزد دریافت جایزه بهترین فیلم بود و برندهٔ جایزهٔ ۲۰۲۱ فیلم سیدنی شد.

## خلاصه داستان
این فیلم شامل چهار داستان است که مضامین «نیروی اخلاقی و مجازات اعدام» را به تصویر می‌کشند. این داستان‌ها صرفاً از نظر روایی به‌طور ضعیف به هم متصل هستند و هر یک به‌طور ناگهانی به پایان می‌رسند:

### ۱. شیطان وجود ندارد
حشمتِ ۴۰ ساله، یک مرد دوست‌داشتنی و وظیفه‌شناس خانواده است. او همسر غیر مذهبی خود راضیه را بعد از ظهر با ماشین از محل کارش در مدرسه می‌برد. هر دو به کارهای روزمرهٔ خود رسیدگی می‌کنند. هنوز باید مقدماتی برای یک عروسی فراهم شود که حشمت و راضیه به آن دعوت شده‌اند. آن‌ها دختر کوچکشان را از مدرسه می‌گیرند و خانواده با هم به خرید می‌روند. حشمت به دیدار مادر ضعیفش می‌رود و عصر با همسر و دخترش در رستورانی پیتزا می‌خورد. او پیش از خواب به راضیه کمک می‌کند تا موهایش را رنگ کند و دارو مصرف کند.
حشمت حدود ساعت ۳ صبح از خواب بیدار می‌شود تا به سر کار برود. در محل کار، در حالی که او در یک دفتر کوچک صبحانه درست می‌کند، لامپ‌های سرخ کوچکی روی دیوار می‌درخشند. هنگامی که رنگ آن به سبز تغییر می‌کند، او دکمه‌ای را فشار می‌دهد که درب زیر پای چهار زندانی متخلف را باز می‌کند. مردان محکوم به اعدام با دارزدن در زندان کشته می‌شوند.

### ۲. او گفت: «تو می‌تونی این کارو انجام بدی»
مردی جوان به نام پویا، به تازگی سربازی دوسالهٔ اجباری خود را در یک زندان آغاز کرده‌است و باید در اتاقی با سایر همکارانش زندگی کند. تکمیل موفقیت‌آمیز سربازی‌اش او را به گرفتن پاسپورت و ترک ایران با دوست‌دخترش تهمینه نزدیک‌تر می‌کند. با این حال او از این هراس دارد که روزی یک محکوم را در آخرین قدمش به اعدام همراهی کرده و بکشد.
زمانی که او واقعاً برای این کار انتخاب می‌شود، پویا سعی می‌کند تمام تلاش خود را انجام دهد تا مجبور به اجرای دستور نشود. او امیدوار است که برادرش به محل کار او انتقال داده شود و شبانه به همکارش که یک خواهر بیمار دارد پیشنهاد قرض پول می‌دهد. برخی از مردان نگرانند که در ایران هیچ قانونی وجود ندارد، و در عوض پول و خویشاوندی بر کشور حاکم است.
زمانی که پویا در واقع مأمور همراهی یک محکوم در مسیر مجازات اعدام می‌شود، تقریباً حالش را از دست می‌دهد. سپس او شجاعت به دست آورده و بر یک نگهبان مسلح در دستشویی غلبه می‌کند و او را می‌بندد. او با اسلحه خود دو کارمند دیگر را در یک دفتر گروگان می‌گیرد و سرانجام موفق می‌شود از زندان فرار کند، جایی که تهمینه کمی دورتر در ماشینی منتظر اوست. در طول فرار، آهنگ ایتالیایی «بلا چاو» از رادیو ماشین آن‌ها پخش می‌شود.

### ۳. روز تولد
سربازی جوان به نام جواد، سه روز از خدمت سربازی مرخصی گرفته‌است. او به روستای کوچکی در نزدیکی دریای خزر می‌رود تا با نامزدش نعنا، در روز تولدش ملاقات کند. جواد به منظور خواستگاری از او یک انگشتر می‌خرد. او قصد دارد ایران را با نعنا ترک کند در حالی که نامزدش ترجیح می‌دهد بماند و خانهٔ مادربزرگ مرحومشان را به عنوان یک خانهٔ جدید با هم بازسازی کند.
جشن تولد با مرگ یکی از دوستان نزدیک خانوادهٔ نعنا که زمانی مربی او نیز بود، خدشه‌دار می‌شود. آنها می‌خواهند جنازه را در نزدیک‌ترین حلقهٔ خانوادگی دفن کنند. جواد با دیدن تصویری از متوفی به داخل جنگل فرار می‌کند و سعی می‌کند خودش را غرق کند. او توسط نعنا پیدا می‌شود و به او اعتراف می‌کند که مسئول مرگ آن فرد بوده‌است. او صندلی را از زیر پای این زندانی و فعال سیاسی بیرون کشیده بود و بدین ترتیب مرگ با حلق آویز شدن این فرد را انجام داده‌است. به عنوان پاداش او توانسته بود مرخصی بگیرد و نامزدش را ملاقات کند.
نعنا می‌خواهد اطلاعات حساس خانواده‌اش را حفظ کند. جواد هنگام شام از او خواستگاری می‌کند. جواد صبح روز بعد، نعنا را در دریاچه‌ای نزدیک که در آن لباس نظامی خود را گذاشته بود تا خشک شود، ملاقات می‌کند. نعنا به رابطهٔ بین آنها پایان می‌دهد و می‌گوید دلش برای جواد تنگ خواهد شد.

### ۴. مرا ببوس
بهرام و همسرش زمان، بیست سال است که در ارتفاعات در گوشه‌نشینی زندگی می‌کنند، جایی که نه تلفن دارند و نه اینترنت. هر دو به کشاورزی مشغول هستند و زنبور عسل پرورش می‌دهند. روزی بهرام به ملاقات خواهرزاده‌اش دریا می‌رود که در منطقه‌ای آلمانی‌زبان بزرگ‌شده و قرار است به درخواست پدرش منصور در رشتهٔ پزشکی تحصیل کند. اما او تاکنون در مورد آیندهٔ حرفه‌ای خود تصمیم نگرفته‌است. دریا به‌طور اتفاقی متوجه می‌شود که بهرام نیز مانند همسرش زمان، در رشتهٔ پزشکی تحصیل کرده اما به دنبال این حرفه نرفته‌است. اگرچه او گواهینامهٔ رانندگی ندارد، اما خواهرزاده‌اش را در نزدیکی شهر کوچکی رانندگی می‌کند، جایی که او می‌تواند از تلفن همراه خود برای تماس با پدرش در اروپا استفاده کند.
دریا متوجه می‌شود که عمویش به شدت بیمار است و سرفهٔ خونی دارد. در یک سفر برای شکار، بهرام سعی می‌کند به او تیراندازی بیاموزد و بعداً او را مجبور به کشتن یک روباه می‌کند. با این حال، دریا نمی‌تواند خود را به شلیک یک موجود بکشاند و ویران‌شده نزد عمه‌اش فرار می‌کند. زمان به او حقیقت را می‌گوید که بهرام پدر بیولوژیکی اوست که می‌خواست دریا را پیش از مرگش در جریان بگذارد. بهرام در دوران سربازی در جوانی یکی از نگهبانان را با اسلحه تهدید کرده و متواری شده بود. دریا پس از تولد، به اروپا برده شد تا با داییش زندگی کند. مادرش زمانی که با کمک قاچاقچیان سعی در تعقیب او کرده‌بود، جان باخته‌است. بهرام از اعدام قاتلان ادعایی همسرش خودداری کرده‌است. دریای ناامید نمی‌خواهد هیچ کاری با پدر بیولوژیکی خود داشته باشد و اصرار دارد که فوراً او را ترک کند. در وسط ارتفاعات، وسیلهٔ نقلیه حاوی بهرام، زمان و دریا پس از دیدن یک روباه توسط دریا و پیاده‌شدن او ناگهان متوقف می‌شود.

## بازیگران
- احسان میرحسینی در نقش حشمت
- شقایق شوریان در نقش راضیه
- کاوه آهنگر در نقش پویا
- علیرضا زارعپرست در نقش حسن
- سالار خمسه در نقش سالار
- مهرداد بخشی در نقش ارس
- کاوه ابراهیم در نقش امیر
- پویا مهری در نقش علی
- دریا مقبلی در نقش تهمینه
- مهتاب ثروتی در نقش نعنا
- محمد ولی‌زادگان در نقش جواد
- محمد صدیقی‌مهر در نقش بهرام
- ژیلا شاهی در نقش زمان
- باران رسول‌اف در نقش دریا

## مضامین
رسول‌اف توضیح داد که این فیلم دربارهٔ «مسئولیت‌پذیری انسان‌ها» برای اعمالشان است و هر داستان «بر پایهٔ تجربه شخصی» خودش بنا شده‌است.

## تولید
شیطان وجود ندارد به کارگردانی محمد رسول‌اف ساخته شده‌است. نمایش این فیلم که مخفیانه ضبط شده‌است، در ایران ممنوع است.

## انتشار
این فیلم در جشنواره بین‌المللی فیلم برلین در فوریه ۲۰۲۰ به نمایش درآمد.
بنیاد فرهنگ و آرشیو فیلم و تلویزیون دانشگاه کالیفرنیا، لس آنجلس این فیلم را از ۱۴ مه تا ۱۰ ژوئن ۲۰۲۱ به صورت آنلاین منتشر کرد، و فیلم همچنین در جشنواره فیلم سیدنی، استرالیا، در نوامبر ۲۰۲۱ نمایش داده شد.

## بازخورد
در وبگاه جمع‌آوری نقد راتن تومیتوز، ٪۹۸ از ۵۱ بررسی منتقدان مثبت است و میانگینِ امتیاز آن ۸٫۲/۱۰ است. اجماع این وبگاه چنین می‌نویسد: «شیطان وجود ندارد، پرسش‌های نگران‌کننده‌ای را دربارهٔ مسئولیت انسان در قبال دیگر انسان‌ها مطرح می‌کند - و بیننده را رها می‌کند تا سعی کنند به آن پاسخ دهند.» این فیلم در متاکریتیک که از میانگین وزنی استفاده می‌کند، بر اساس نظر ۱۵ منتقدین امتیاز ۸۲ از ۱۰۰ را کسب کرده که نشان‌گر «تحسین همگانی» است.
شیطان وجود ندارد پس از اکران در برلیناله نقدهای متفاوتی را از سوی منتقدان بین‌المللی دریافت کرد و لزوماً به عنوان یکی از فیلم‌های مورد علاقه برای جایزه اصلی در نظر گرفته نشد. این فیلم در بررسی بین‌المللی اسکرین اینترنشنال با کسب امتیاز ۲٫۶ از ۴ ستاره، رتبهٔ هشتم را از بین ۱۸ فیلم این رقابت به دست آورد، در حالی که فیلم الیزا هیتمن در ایالات متحده هرگز به‌ندرت گاهی همیشه با ۳٫۴ ستاره در صدر فهرست قرار گرفت. تصویری متضاد در بررسی‌های روزنامه‌نگاران محلی فیلم اِر. ب.ب. ظاهر شد، جایی که این فیلم با امتیاز ۴ از ۵ ستاره در صدر فهرست خرس‌های موردعلاقه قرار گرفت و بالای ورودی آلمان برلین الکساندرپلاتز از برهان قربانی با ۳٫۹ امتیاز ظاهر شد.
کاتیا نیکودموس از دی تسایت، تنها روزنامه‌نگار سینمای آلمانی در مجله منتقدان اسکرین اینترنشنال، به این فیلم ۲ از ۴ ستاره داد. او عنوان فیلم را در رابطه با موضوع آن «کنایه‌آمیز» یا «طعنه‌آمیز» تفسیر کرد و از فیلم رسول‌اف که به عنوان یک مثل درست شده‌است، انتقاد کرد که نمی‌تواند چیزی در مورد حال و هوای کنونی ایران بیان کند. با این وجود، او از طریق این فیلم دریافت که مجازات «هر روزهٔ اعدام»، یک «وحشیگری» است که با «زندگی روزمره مردم در این کشور» برخورد می‌کند. نیکودموس همچنان افزود که «حداکثر پس از قسمت دوم، شما منتظر می‌مانید تا مجازات اعدام دیگری مطرح شود. قسمت‌ها بر پایهٔ یکدیگر ساخته نشده‌اند و به یکدیگر متصل نمی‌شوند یا یکدیگر را توضیح نمی‌دهند».
به گفته فیلیپ اشتادل‌مایر از زوددویچه تسایتونگ، شیطان وجود ندارد در دو قسمت نخست «تضادهای زندگی کسانی که مجازات اعدام را اجرا می‌کنند» را نشان می‌دهد در حالی که رسول‌اف در دو قسمت پایانی نشان می‌دهد «که همیشه می‌توان در برابر دستورات مقاومت کرد». به گفته اشتادل‌مایر این فیلم «شاید یکی از بهترین ورودی‌های رقابت» نباشد، اما یکی از «مقاوم‌ترینِ آن‌ها» است.
فابیان والمایر از rbb24.de اظهار داشت که فیلم رسول‌اف به یک سری از «مسائل اخلاقی مهم» می‌پردازد، اما شکایت کرد که فیلم به دلیل پیچیدگی‌های داستانی متعدد آن، «به طرز چشمگیری بیش از حد ساخته شده‌است». او همچنین افزود که این فیلم «از لحاظ هنری [...] بی‌ربط» است و به سنت آثار رقابتی قوی ایرانی دیگری که برندهٔ خرس طلایی بودند نیست، آثاری همچون جدایی نادر از سیمین (۲۰۱۱) از اصغر فرهادی، تاکسی (۲۰۱۵) از جعفر پناهی یا خوک (۲۰۱۸) از مانی حقیقی.
چندین رسانه، قسمت اول را با اصطلاح «ابتذال شر» مقایسه کردند، که فیلسوف هانا آرنت در رابطه با کتاب خود آیشمن در اورشلیم از سال ۱۹۶۱ ابداع کرده‌است.

### رتبه‌بندی هیئت داوران

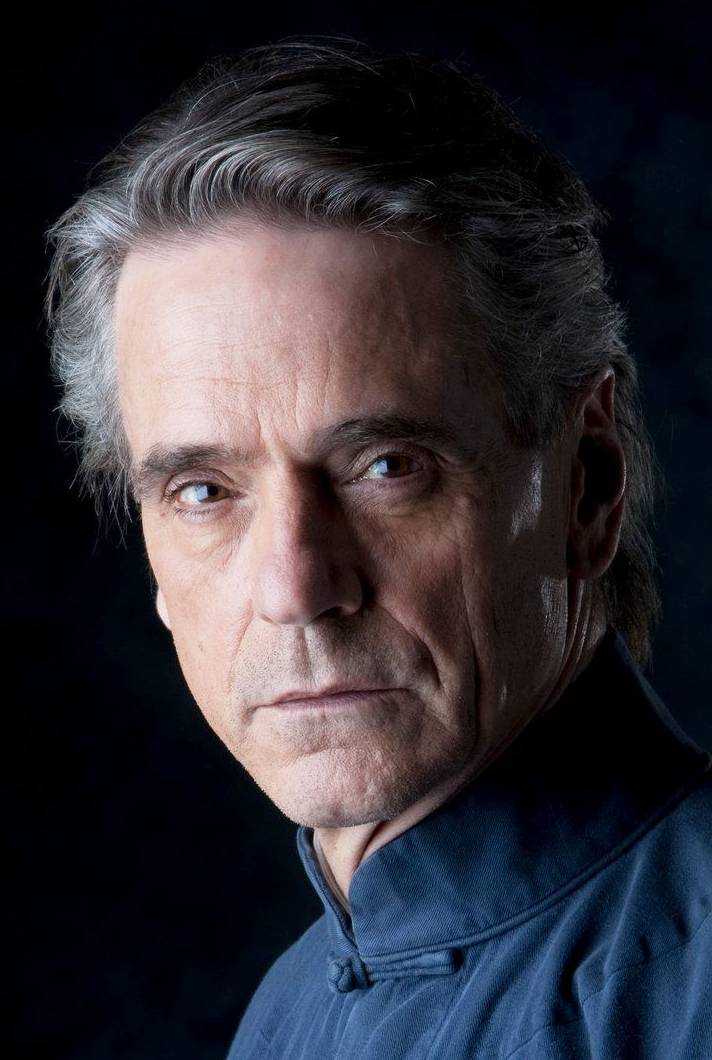
جرمی آیرونز، رئیس هیئت داوران برلیناله (۲۰۱۴)

جرمی آیرونز، رئیس هیئت داوران، در هنگام اعطای خرس طلایی به این فیلم، آن را به عنوان یک «فیلم ملایم و خیره‌کننده» تحسین کرد و گفت: «چهار داستان که شبکهٔ یک رژیم استبدادی را در میان مردم عادی به تصویر می‌کشد، که آن‌ها را به سوی جنگ و غیرانسانیت می‌کشاند. فیلمی که پرسش‌هایی را در مورد مسئولیت‌های ما انسان‌ها و انتخاب‌هایی که همهٔ ما در زندگی‌مان انجام می‌دهیم مطرح می‌کند.»
دو هیئت داور مستقل دیگر در برلیناله نیز به این فیلم جوایزی اهدا کردند و هر کدام در توجیهات خود اظهاراتی مشابه داشتند. جایزه هیئت داوران جهانی قضاوت کرد که شیطان وجود ندارد، «یک نقد اساسی دربارهٔ مجازات اعدام در عموم را در نظام سرکوبگر ایران به خصوص بر پایهٔ داستانی برجسته، با کیفیت سینمایی عالی و با نقش‌آفرینی‌های متقاعدکننده» به تصویر می‌کشد. هیئت داوران صحنه‌های «آزار و شکنجهٔ سیاسی عمیقاً نگران‌کننده و تهدیدآمیز» این فیلم را نیز ستودند. هیئت داوران انجمن صنفی تئاترهای هنری فیلم آلمان، این درام را به عنوان غافلگیرکننده‌ترین و سرگرم‌کننده‌ترین فیلم در رقابت ۲۰۲۰ تحسین کردند: «قدرتمند، احساسی و عمیقاً انسانی، این فیلم داستان‌هایی را به ما بازگو می‌کند که نشان می‌دهد چه چیزی یک انسان را می‌سازد و ما را حساس می‌کند تا دربارهٔ زندگی خود در این دنیا تأمل کنیم. این فیلم از نظر سیاسی و اخلاقی دیدگاه ما را نسبت به دنیایی که به ما بیگانه است گسترش می‌دهد.»

### جوایز و نامزدی‌ها
| جشنواره                                                                                            | تاریخ مراسم | جایزه               | دریافت‌کننده      | نتیجه | منبع          |
| -------------------------------------------------------------------------------------------------- | ----------- | ------------------- | ---------------- | ----- | ------------- |
| برلیناله                                                                                           | فوریه ۲۰۲۲  | خرس طلایی           | شیطان وجود ندارد | برنده | [ ۲۹ ] [ ۳۰ ] |
| جشنواره فیلم سیدنی                                                                                 | نوامبر ۲۰۲۱ | جایزهٔ فیلم سیدنی    | شیطان وجود ندارد | برنده | [ ۳۱ ]        |
| |             | آسیا و پاسیفیک ۲۰۲۳ | شیطان وجود ندارد | برنده | [ ۳۲ ]        |
| نکته: کارگردان زندانی و ممنوع‌الخروج است، بنابراین نتوانست در مسابقات شرکت کند و جوایزی دریافت کند. |             |                     |                  |       |               |